# Лемеле
Лемеле (нід. Lemele) — село в нідерландській провінції Оверейсел. Входить до муніципалітету Оммен.
Його площа становить 14,51 км², а населення станом на 2021 рік складало 1 260 осіб.

## Галерея

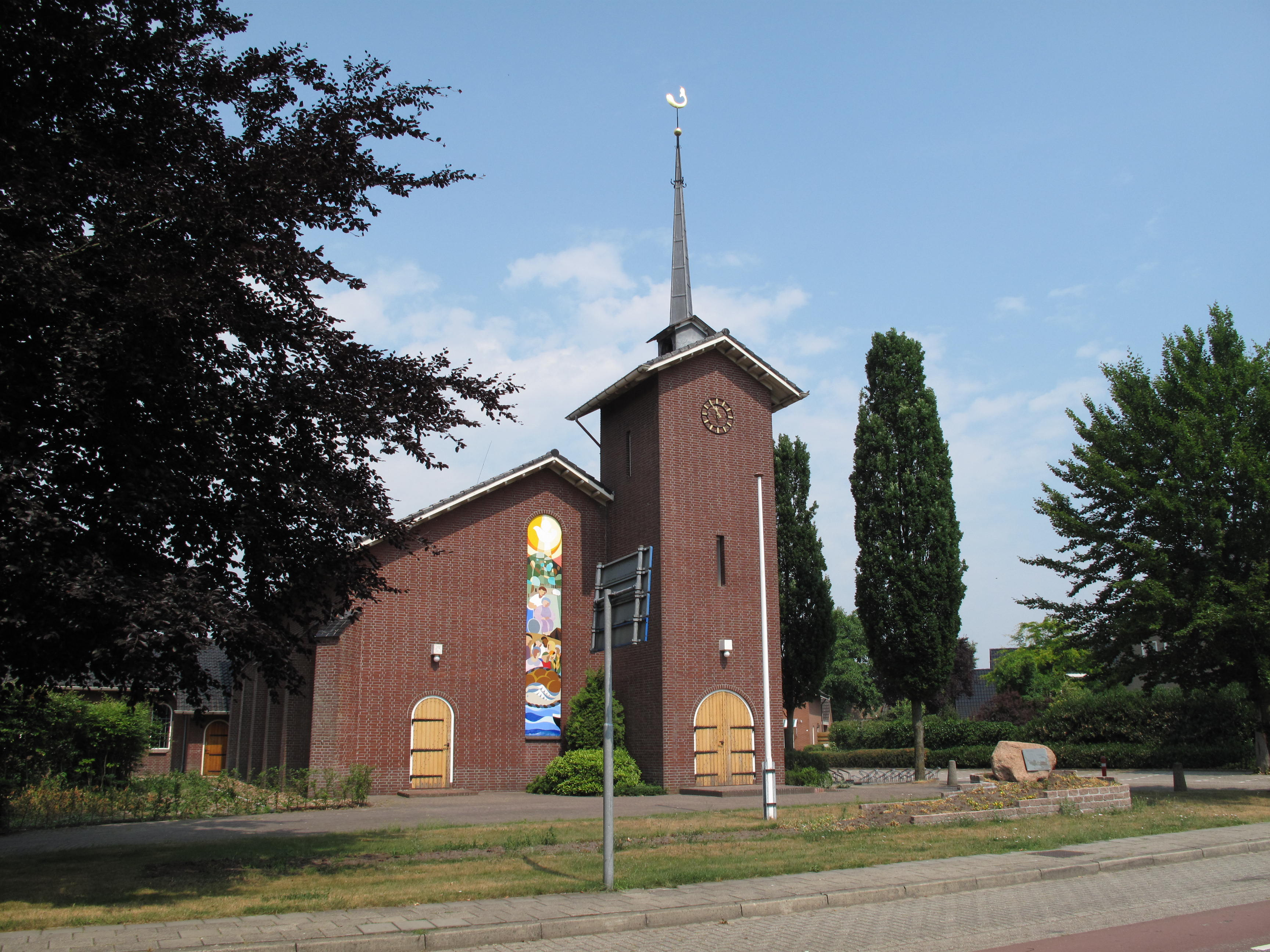
Церква у Лемеле
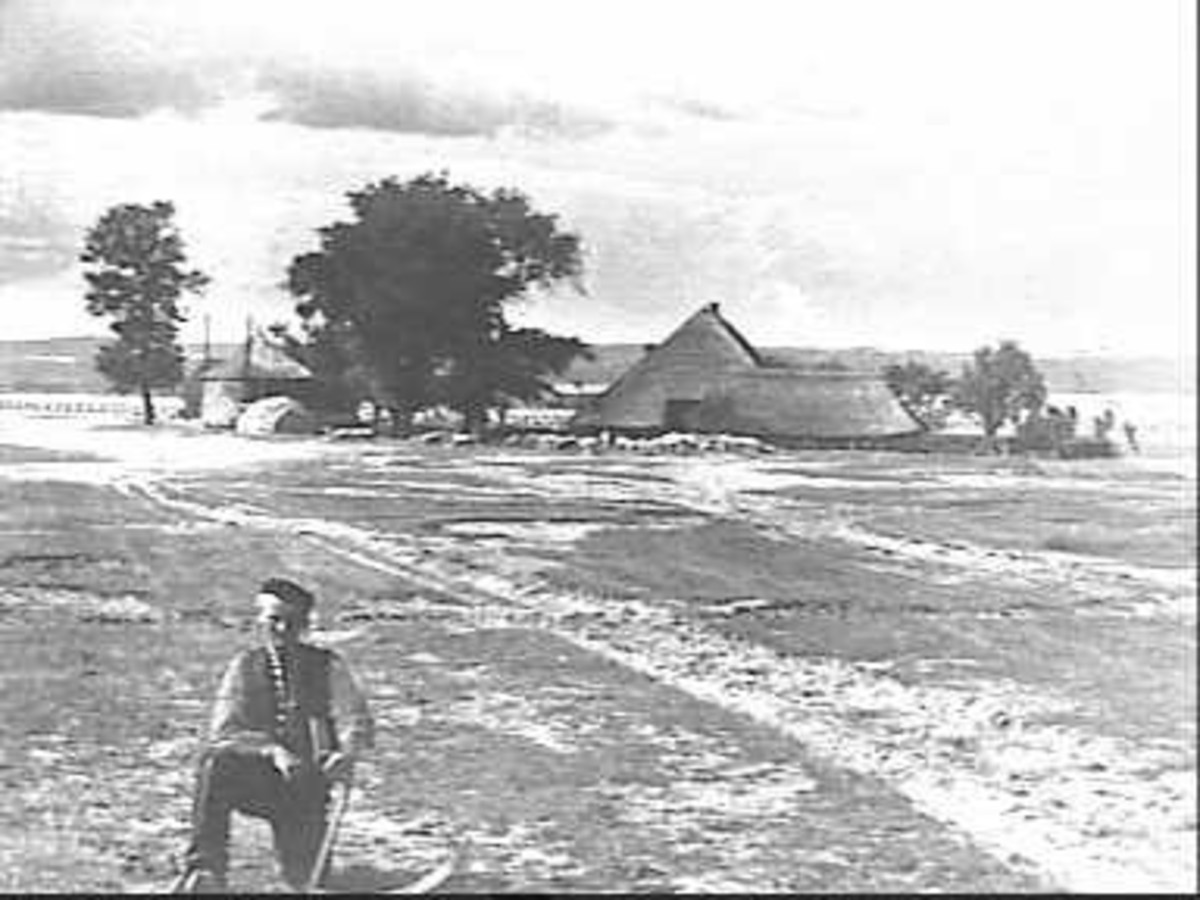
Стара фотографія ферми і вівчарні у селі